# 阿薩菲耶夫冰川
71°05′S 70°45′W / 71.083°S 70.750°W
阿薩菲耶夫冰川（英語：Asafiev Glacier）是南極洲的冰川，位於亞歷山大一世島，發源自沃爾頓山脈西部，以俄羅斯作曲家鮑里斯·弗拉迪米羅維奇·阿薩菲耶夫命名。